# 花岡村 (山口県)
花岡村（はなおかそん）は、山口県都濃郡にあった村。現在の下松市の北西部にあたる。本項では町制前の名称である末武北村（すえたけきたそん）についても述べる。

## 地理
- 山岳：北山、岩熊山
- 河川：平田川、末武川

## 歴史
- 1889年（明治22年）4月1日 - 町村制の施行により、末武上村・末武中村・生野屋村の区域をもって末武北村が発足。
- 1929年（昭和4年）4月1日 - 末武北村が改称して花岡村となる。
- 1939年（昭和14年）11月3日 - 下松町・久保村・末武南村と合併して下松市が発足。同日花岡村廃止。

## 交通

### 鉄道路線
- 鉄道省
  - 山陽本線（現・岩徳線）
    - 周防花岡駅

現在は旧村域に生野屋駅が所在するが、当時は未開業。また、現在は旧村域を山陽新幹線が通過するが、当時は未開業。

### 道路
- 国道2号

現在は旧村域に山陽自動車道が通過するが、当時は未開通。

## 出身著名人
- 堀正一（貴族院多額納税者議員）